# 賈文備
贾文备（13世纪？—1304年），字仲武，元朝祁州蒲阴县（今河北省安国市）人，贾辅的儿子。
蒙哥大汗时，袭父职为千户，驻军三汉口，防御南宋军队。1255年，为左副元帅，兼领顺天路。中统年间，任开元府路女真水达达等处宣抚使等职。中统四年（1263年），授万户，屯驻亳州，抵御宋军。至元二年（1265年），为真定路总管，兼府尹。至元六年（1269年），担任卫辉路总管。至元八年（1271年），为河南等路统军，率兵随丞相伯颜围攻襄、樊。后改镇蔡州，兼管水陆漕运。至元十一年（1274年），为汉军都元帅，从伯颜灭宋，领左翼诸军。抵郢州，取鄂州、汉州。次年，跟随平章政事阿里海牙取湖南，守潭州。至元十五年（1278年），为湖南宣慰使。攻略琼崖等州和广东沿海诸城，追宋帝赵昺。至元二十年（1283年），任江东宣慰使，率兵镇压建宁黄华起事。官至湖广行省参知政事。去世后，追封武威郡公，谥庄武。